# Evan Sabara
Evan Michael Sabara (Torrance, Califórnia, 14 de junho de 1992) é um actor dos Estados Unidos da América.
É gémeo de Daryl Sabara e apareceu em vários filmes de seu irmão, como Spy Kids, Spy Kids 2: Island of Lost Dreams e Spy Kids 3-D: Game Over. Também apareceu como convidado em Malcolm In The Middle, Judging Amy e no filme de animação The Batman, na Kids WB.